# Аптекарские огороды на Мойке
Апте́карские огоро́ды на Мо́йке — первые аптекарские огороды в Санкт-Петербурге. Были выделены в XVIII веке связи с реорганизацией Аптекарского приказа под руководством И. Л. Блюментроста и переездом ведомства в новое здание на Миллионной улице.
Участок аптечных огородов занимал квартал от Миллионной улицы на юг к реке Мойке и доходил на восток до Бестужевского переулка, а на запад — до Аптекарского переулка.